# 気分は天気
『気分は天気』（きぶんはてんき）は、北海道テレビ放送（HTB）で、1986年4月7日から1993年9月30日まで放送された、ローカルワイド番組のシリーズ。
なお放送開始時間によって、番組タイトルに変更があった。この項では、放送期間中を通してつけられた「気分は天気」の名称のみを使用する。

## 変遷
（出典：）
| 放送期間   | 放送期間   | 番組名                    | 放送時間（JST）                   |
| ---------- | ---------- | ------------------------- | --------------------------------- |
| 1986.04.07 | 1987.04.03 | 気分は天気745             | 月曜 - 金曜 07:45 - 08:20（35分） |
| 1987.04.06 | 1987.09.25 | 気分は天気745             | 月曜 - 金曜 07:45 - 08:30（45分） |
| 1987.09.28 | 1993.04.02 | 気分は天気730             | 月曜 - 金曜 07:30 - 08:30（60分） |
| 1993.04.05 | 1993.09.30 | ハイパーワイド 気分は天気 | 月曜 - 金曜 07:15 - 08:00（45分） |

## 出演者
- 司会
  - 玉井聡（獣医師）[9][10]→伊原誠一[11]→森田政仁（当時HTBアナウンサー）
  - 清文枝（当時HTBアナウンサー）[9][10]→荒谷理香[11]
- ウェザーマン
  - 菅原安信[9][10]
- ウェザーアシスタント
  - 大和奈緒美[9]
- 交通情報レポーター
  - 岩本恵美子[9]
- アシスタント
  - 小川智子[9]
  - 佐藤明子[9]

## 番組概要
開局以来、朝の時間帯を子供向けアニメや再放送を中心に放送していた同局が初めて手がけた朝の情報番組。北海道の民放としてもニュースを除いて初めてのローカルの朝番組であった。
気象情報を番組の軸に据えた構成で、それまでニュース番組の最後や、ミニ番組として伝えていただけの天気予報を、番組の中心に据えるという事も話題性を呼んだ。このため番組は気象情報会社のオーシャンルーツ社（後のウェザーニューズ）と提携し、従来の気象衛星「ひまわり」や観測レーダー以外にも、生活関連の気象指標や局地予想、視聴者からのリクエストに応じたものなど様々な天気情報を伝えた。
また、スタジオには大型の北海道の地図を用意し、50人を超える「アメダス情報員」から電話で伝えられた各地の天気をリアルタイムで紹介しながら、地域の話題を伝えていった。
「730」時代、同系列の朝日放送テレビ（当時朝日放送）にて同時間帯に現在も放送中の「おはよう朝日です」に倣いエレクトーン生演奏を取り入れていた時期があった。

## 沿革
1986年4月、全国ニュースの『ANNニュースセブン』、7時15分からのアニメ番組の再放送をはさみ、7時45分から8時20分までの35分の情報番組としてスタート。1年後には10分拡大した。1987年10月にはキー局のテレビ朝日が朝の時間帯を改編したため、放送開始時間を15分前倒し、1時間のワイド番組となった。
1990年代になりSTVが『朝6生ワイド』や、HBCが『ニュース朝一番』など、朝のローカル番組をスタートさせ、またキー局の朝ワイド番組が力を入れてきたこともあり視聴率が伸び悩んできた。
1993年にはキー局であるテレビ朝日が、朝の編成をリニューアルしてきたため、それまでネット受けしていなかった『新やじうまワイド』の前半30分 (6:45-7:15)をHTBでも放送し、1993年4月より7時15分からの45分間の番組『ハイパーワイド 気分は天気』としてリニューアル、これまでの主婦・子供層の他サラリーマン・学生層を取り込むべくニュース・情報関連の比率を高める形で特集コーナーを冒頭に設け主要ニュースやスポーツ結果等を盛り込みつつ、4人1組の視聴者チームによる1勝毎に賞金1万円の勝ち抜き綱引き対決企画「THE HYPER TUG」や一般公募の外国人レポーターによる生中継コーナー「多国籍ハイパーライブ」といった新企画を入れた構成とした。
しかし、リニューアル後も視聴率は低迷したため、同年9月をもって番組終了。『新・やじうまワイド』をフルネットで受け、この時点で一時HTBの朝の情報番組の制作は休止。その後1996年に早朝5時台に『ハーイ朝です』として復活。以降『発信!生スタ 早起きクマさん』→『情報ワイド 早起きDon!Don!』→『eあさ540』→『あさばんっ!』→『朝情報 おはよう!遠藤商店』→『おはよう天気HTB』などを経て現在放送中の『イチオシ!モーニング→イチモニ!』に引き継がれている。
2022年4月21日の『イチモニ!』は「民放の日」にちなんで、番組内で『気分は天気730』の再現として当時のコーナー「リクエスト天気」「エレクトーン」「エアロビクス」を盛り込んで放送された。